# Pseudicius ghesquieri
Pseudicius ghesquieri là một loài nhện trong họ Salticidae.
Loài này thuộc chi Pseudicius. Pseudicius ghesquieri được Giltay miêu tả năm 1935.